# Автошлях B19 (Німеччина)
Федеральний автошлях 19 (B19, нім. Bundesstraße 19)  —  німецька федеральна дорога веде, починаючи з Айзенаху в західній Тюрінгії, через південну Тюрінгію і Франконію на південний схід до Баден-Вюртемберга і через Швабський Альб назад до Баварії, через баварську Верхню Швабію і Альгой, де закінчується в Альгейських Альпах на кордоні з Австрією.

## Історія
Сьогоднішнє федеральне шосе 19 було продовжено між Майнінгеном і Вюрцбургом до дороги Вюрцбург-Майнінген ще в 1780 році. На прямолінійних ділянках, які збереглися й сьогодні, він вів через пагорби на захід від колишнього імперського міста Швайнфурт.
Халль-Гайльдорфер-штрассе була побудована в 1815-1816 роках.